# Shahrestān di Lenjan
Lo shahrestān di Lenjan (farsi شهرستان لنجان) è uno dei 24 shahrestān della provincia di Esfahan, in Iran. Il capoluogo è Zarrin Shahr. Lo shahrestān è suddiviso in 2 circoscrizioni (bakhsh):
- Centrale (بخش مرکزی), con le città di Zarrin Shahr, Chamgardan, Fulad Shahr, Sedeh Lanjan, Varnam-e Khvast e Zayandeh Rud.
- Bagh-e Bahadoran (بخش باغ بهادران), con le città di Bagh-e Bahadoran e Charmahin.